# Dundee United Football Club 2024-2025
Questa voce raccoglie le informazioni riguardanti il Dundee United Football Club nelle competizioni ufficiali della stagione 2024-2025.

## Stagione
- In Scottish Premiership il Dundee United si classifica al quarto posto (53 punti), davanti all'Hibernian e dietro all'Aberdeen, qualificandosi così in Conference League.
- In Scottish Cup viene eliminato al quarto turno dal Dundee (0-1).
- In Scottish League Cup viene eliminato ai quarti di finale dal Motherwell (1-2).

## Maglie e sponsor
Il fornitore tecnico per la stagione 2024-2025 è Erreà, mentre lo sponsor ufficiale è Quinn Casino.
| Casa | Trasferta | Terza divisa |

## Rosa
| N. |                               | Ruolo | Calciatore            |
| -- | ----------------------------- | ----- | --------------------- |
| 1  | Inghilterra (bandiera)        | P     | Jack Walton           |
| 2  | Australia (bandiera)          | D     | Ryan Strain           |
| 5  | Croazia (bandiera)            | C     | Vicko Ševelj          |
| 6  | Scozia (bandiera)             | D     | Ross Graham           |
| 7  | Macedonia del Nord (bandiera) | C     | Kristijan Trapanovski |
| 8  | Scozia (bandiera)             | C     | Lewis Fiorini         |
| 9  | Inghilterra (bandiera)        | A     | Louis Moult           |
| 10 | Macedonia del Nord (bandiera) | C     | David Babunski        |
| 11 | Irlanda (bandiera)            | D     | Will Ferry            |
| 14 | Scozia (bandiera)             | C     | Craig Sibbald         |
| 15 | Scozia (bandiera)             | C     | Glenn Middleton       |

| N. |                        | Ruolo | Calciatore               |
| -- | ---------------------- | ----- | ------------------------ |
| 16 | Irlanda (bandiera)     | D     | Emmanuel Adegboyega      |
| 17 | Inghilterra (bandiera) | C     | Luca Stephenson          |
| 18 | Scozia (bandiera)      | C     | Kai Fotheringham         |
| 19 | Inghilterra (bandiera) | A     | Sam Dalby                |
| 20 | Bonaire (bandiera)     | A     | Jort van der Sande       |
| 21 | Irlanda (bandiera)     | A     | Ruari Paton              |
| 22 | Scozia (bandiera)      | C     | Allan Campbell           |
| 23 | Scozia (bandiera)      | C     | Ross Docherty (capitano) |
| 25 | Galles (bandiera)      | P     | Dave Richards            |
| 31 | Scozia (bandiera)      | D     | Declan Gallagher         |